# Annelise Molin
Annelise Molin (født 30. marts 1948, død 5. marts 2016) var en dansk politiker, der fra 1994 til 2002 var borgmester i Neksø Kommune, valgt for Socialdemokratiet.
Molin kom i byrådet i Neksø i 1985. Ved valget i 1993 var hun partiets spidskandidat, og her lykkedes det hende at snuppe borgmesterposten i kommunen, der ellers altid havde haft Venstre-borgmester. Molin fortsatte som borgmester helt frem til årsskiftet 2002/03, hvor de bornholmske kommuner blev sammenlagt med Bornholms Amt til Bornholms Regionskommune. Molin fortsatte ind i den nye kommunalbestyrelse, men brød allerede året efter ud af Socialdemokratiet og dannede sammen med flere andre lokallisten Regionslisten, som hun stod i spidsen for ved valget i 2005, hvor der blev indvalgt fem medlemmer til kommunalbestyrelsen. Forud for valget i 2009 nedlagde Regionslisten dog sig selv, og Molin søgte ikke genvalg.
Efter mere end ti års kræftsygdom døde Annelise Molin i 2016, kort før sin 68-årsfødselsdag.